# Djenné (Kreis)

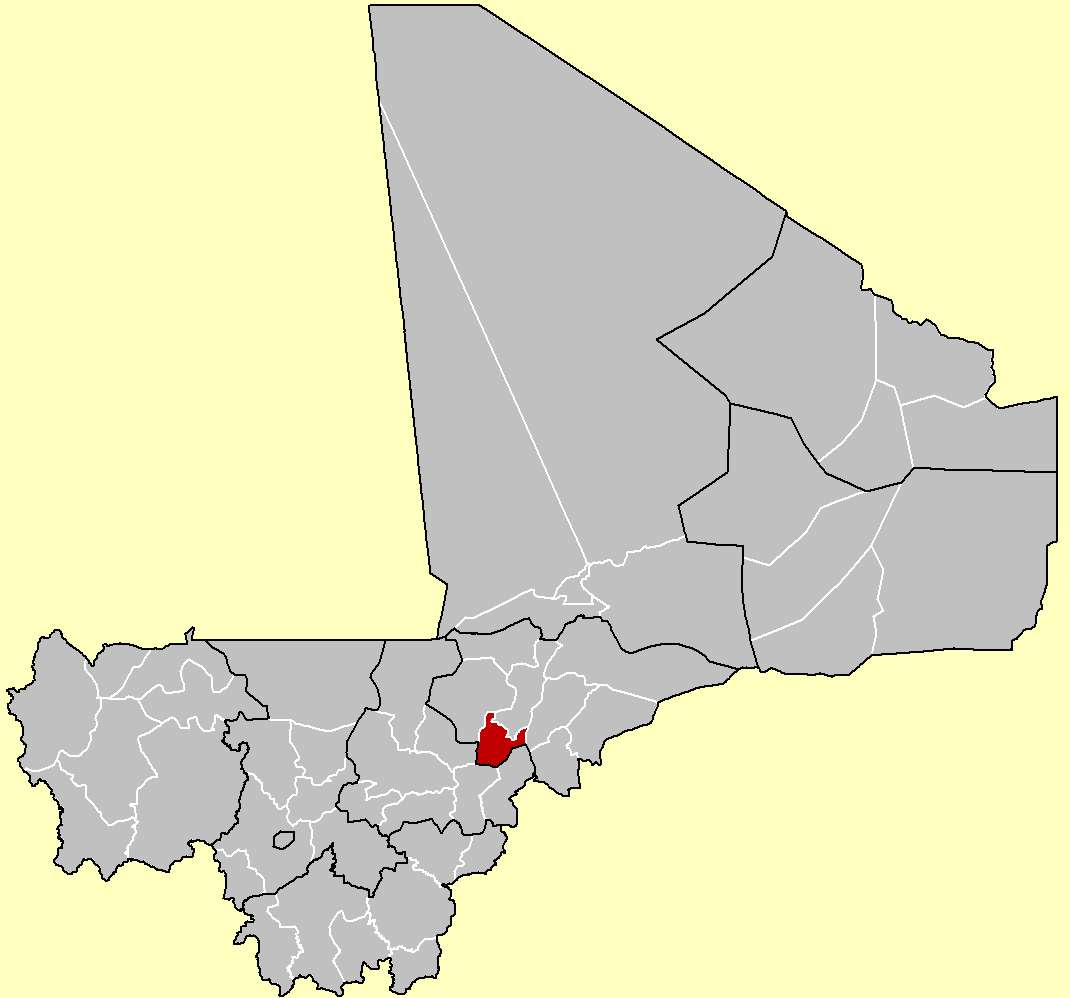
Lage des Kreises Djenné in Mali

Djenné ist der Name eines Kreises (franz. cercle de Djenné) in der Region Mopti in Mali.
Der Kreis teilt sich in die zwölf Gemeinden Djenné (Hauptort), Dandougou Fakala, Dérary, Fakala, Femayé, Kéwa, Madiama, Néma-Badeya-Kafo, Niansanari, Ouro Ali, Pondori, Togué Mourari. Die Einwohnerzahl des Kreises betrug beim Zensus 2009 207.260 Einwohner.